# آرتری رکوردینگز
آرتری رکوردینگز (انگلیسی: Artery Recordings) شرکت نشر موسیقی آمریکایی است، که در سال ۲۰۱۰ تأسیس شد.